# كتاب المدهش
 كتاب المدهش هو كتاب من كتب الوعظ والإرشاد، ألفه الحافظ ابن الجوزي 508 هـ - 597 هـ، يعد الكتاب من مشاهير كتب الإمام ابن الجوزي، ويندرج في قائمة كتبه في الوعظ والإرشاد والنصح، وكان ما يميزه أنه وعظ مرقق، وإرشاد منمق، مزجه بروائع شعر الزهد والتصوف، مما يرقى بالكتاب إلى مصاف كتب الأمالي والمجالس.
يتألف كتاب ابن الجوزي من خمسة أبواب:
1. في علوم القرآن الكريم.
2. في اللغة ونوادرها.
3. في الحديث والسيرة، وما يلزم من المعارف للتمييز بين الصحابة.
4. في ذكر عيون التاريخ، ذكر فيه عجائب الاتفاقات والصدف، وضمنه قوائم للطواعين والزلازل، من بدء الإسلام وحتى عصره.
5. في ذكر الوعظ، وهذا الباب مقسم، قسم يذكر فيه القصص، وقسم يذكر فيه المواعظ مطلقا.